# San Juan, Portoriko
San Juan je glavno mesto Portorika in istoimenske občine, ki je s skoraj 400.000 prebivalci (po popisu leta 2010) najbolj naseljena občina na tem karibskem otoku, odvisnem ozemlju Združenih držav Amerike.
Je druga najstarejša evropska naselbina na zahodni polobli za Santo Domingom, ki so jo v sedanji obliki leta 1521 pod imenom Ciudad de Puerto Rico (»mesto na bogati obali«) ustanovili španski naseljenci, na kraju starejšega naselja iz leta 1509. Kmalu je postala pomembno izhodišče za španske raziskovalce, ki so prodirali v Novi svet. Za zaščito pred napadi staroselcev in rivalnih narodov (zlasti gusarjev, kot je bil sir Francis Drake), so zgradili mogočne utrdbe, kot sta utrjena palača La Fortaleza in grad San Felipe del Morro. Konec 16. stoletja so mesto kljub temu za kratek čas zavzeli Angleži in kmalu po tistem še Nizozemci. V odgovor je nastala trdnjava San Cristóbal, največja španska utrdba v Novem svetu. Poleg njih je v San Juanu ohranjeno večje število cerkva, upravnih in drugih stavb iz kolonialnih časov; staro mesto je od leta 1983 vpisano v Unescov seznam svetovne kulturne dediščine.
San Juan se je v 20. stoletju močno razširil in upravno zaobjel okoliške občine. Zdaj je glavno središče industrije, financ in prometa na otoku, velik gospodarski pomen pa ima tudi turizem. Za zmanjšanje težav s prometnimi zastoji so leta 2004 odprli prvo linijo regionalne hitre železnice. Mesto oskrbuje mednarodno letališče Luisa Muñoza Marína, ki je eno najprometnejših na vseh Karibih.

## Geografija
San Juan stoji ob severovzhodni obali otoka Portoriko. Meji na občine Guaynabo na zahodu, Caguas in Trujillo Alto na jugu ter Carolina na vzhodu. Staro mestno jedro se nahaja na obalah istoimenskega zaliva, ki predstavlja dobro zaščiten in globok estuarij z več medsebojno povezanimi lagunami. Na račun ugodnih naravnih danosti se je tu razvilo najprometnejše pristanišče v vsem Portoriku.

### Podnebje
Območje, kjer stoji mesto, ima tropsko monsunsko podnebje s povprečno temperaturo 27,2 °C.
| Podnebni podatki za Mednarodno letališče San Juan Luis Munoz Marin, Portoriko (povprečja 1981–2010, ekstremi 1898–sedanjost) | Podnebni podatki za Mednarodno letališče San Juan Luis Munoz Marin, Portoriko (povprečja 1981–2010, ekstremi 1898–sedanjost) | Podnebni podatki za Mednarodno letališče San Juan Luis Munoz Marin, Portoriko (povprečja 1981–2010, ekstremi 1898–sedanjost) | Podnebni podatki za Mednarodno letališče San Juan Luis Munoz Marin, Portoriko (povprečja 1981–2010, ekstremi 1898–sedanjost) | Podnebni podatki za Mednarodno letališče San Juan Luis Munoz Marin, Portoriko (povprečja 1981–2010, ekstremi 1898–sedanjost) | Podnebni podatki za Mednarodno letališče San Juan Luis Munoz Marin, Portoriko (povprečja 1981–2010, ekstremi 1898–sedanjost) | Podnebni podatki za Mednarodno letališče San Juan Luis Munoz Marin, Portoriko (povprečja 1981–2010, ekstremi 1898–sedanjost) | Podnebni podatki za Mednarodno letališče San Juan Luis Munoz Marin, Portoriko (povprečja 1981–2010, ekstremi 1898–sedanjost) | Podnebni podatki za Mednarodno letališče San Juan Luis Munoz Marin, Portoriko (povprečja 1981–2010, ekstremi 1898–sedanjost) | Podnebni podatki za Mednarodno letališče San Juan Luis Munoz Marin, Portoriko (povprečja 1981–2010, ekstremi 1898–sedanjost) | Podnebni podatki za Mednarodno letališče San Juan Luis Munoz Marin, Portoriko (povprečja 1981–2010, ekstremi 1898–sedanjost) | Podnebni podatki za Mednarodno letališče San Juan Luis Munoz Marin, Portoriko (povprečja 1981–2010, ekstremi 1898–sedanjost) | Podnebni podatki za Mednarodno letališče San Juan Luis Munoz Marin, Portoriko (povprečja 1981–2010, ekstremi 1898–sedanjost) | Podnebni podatki za Mednarodno letališče San Juan Luis Munoz Marin, Portoriko (povprečja 1981–2010, ekstremi 1898–sedanjost) |
| Mesec | Jan | Feb | Mar | Apr | Maj | Jun | Jul | Avg | Sep | Okt | Nov | Dec | Letno |
| --- | --- | --- | --- | --- | --- | --- | --- | --- | --- | --- | --- | --- | --- |
| Rekordno visoka temperatura °C                                                                                               | 33 | 36 | 36 | 36 | 36 | 36 | 35 | 36 | 36 | 37 | 36 | 34 | 37 |
| Povprečna maks. temperatura °C                                                                                               | 30.8 | 31.2 | 32.3 | 33.2 | 33.7 | 33.8 | 33.5 | 33.7 | 34.2 | 33.8 | 32.4 | 30.9 | 34.8 |
| Povprečna visoka temperatura °C                                                                                              | 28.4 | 28.7 | 29.4 | 30.1 | 30.8 | 31.6 | 31.5 | 31.8 | 31.8 | 31.3 | 29.9 | 28.8 | 30.3 |
| Povprečna dnevna temperatura °C                                                                                              | 25.3 | 25.5 | 26.1 | 26.8 | 27.7 | 28.5 | 28.6 | 28.7 | 28.6 | 28.1 | 27 | 25.9 | 27.2 |
| Povprečna nizka temperatura °C                                                                                               | 22.2 | 22.2 | 22.7 | 23.6 | 24.6 | 25.4 | 25.6 | 25.7 | 25.4 | 24.9 | 24 | 23 | 24.1 |
| Povprečna min. temperatura °C                                                                                                | 19.5 | 19.9 | 20.3 | 21.1 | 22.1 | 23.1 | 23.1 | 23.3 | 23.2 | 22.8 | 21.6 | 20.5 | 19.3 |
| Rekordno nizka temperatura °C                                                                                                | 16 | 17 | 16 | 18 | 19 | 19 | 21 | 20 | 21 | 19 | 18 | 17 | 16 |
| Povprečna količina dežja mm                                                                                                  | 95.5 | 60.7 | 49.5 | 118.9 | 149.9 | 112 | 128.8 | 138.7 | 146.6 | 142 | 161.3 | 127.5 | 1.431,3 |
| Povprečna relativna vlažnost (%)                                                                                             | 74.0 | 72.4 | 71.0 | 71.3 | 74.9 | 75.5 | 75.9 | 76.4 | 76.4 | 76.9 | 76.2 | 74.7 | 74.6 |
| Povp. št. sončnih ur | 237.4 | 231.2 | 282.0 | 268.3 | 255.2 | 259.4 | 280.8 | 267.8 | 234.7 | 227.2 | 202.4 | 217.4 | 2.963,8 |
| % možne sončnosti | 69 | 72 | 76 | 71 | 63 | 65 | 69 | 68 | 64 | 63 | 60 | 64 | 67 |
| Vir: NOAA (relativna vlažnost in osončenost 1961–1990), The Weather Channel                                                  | | | | | | | | | | | | | |

## Mednarodne povezave
San Juan ima uradne povezave (pobratena/sestrska mesta oz. mesta-dvojčki) z naslednjimi kraji po svetu:
Lokalno
- Honolulu, Havaji
- Jacksonville, Florida
- Killeen, Teksas

Mednarodno
- Cádiz, Španija
- Cartagena, Kolumbija
- Ciudad Guatemala, Gvatemala
- Dubaj, Združeni arabski emirati
- San Juan, Filipini
- Santiago, Dominikanska republika